# Kernagis
Kernagis ist ein litauischer Familienname.

## Weibliche Formen
- Kernagytė (ledig)
- Kernagienė (verheiratet)

## Namensträger
- Ligitas Kernagis (* 1963), Sänger, Musiker und ehemaliger Politiker (Mitglied von Seimas)
- Vytautas Kernagis (Musiker) (1951–2008), litauischer Musiker, Sänger, Komponist und Schauspieler
- Vytautas Kernagis (Politiker) (* 1976), litauischer Manager und Politiker (TS-LKD)